# Шохино
Шохино — деревня в Меленковском районе Владимирской области, входит в состав Ляховского сельского поселения.

## География
Деревня расположена на берегу озера Урвановское в пойме Оки в 17 км на северо-восток от центра поселения села Ляхи и в 35 км на северо-восток от райцентра города Меленки.

## История
Деревня впервые упоминается в окладных книгах 1676 года в составе Урвановского прихода, в ней тогда было 3 двора крестьянских.
В конце XIX — начале XX века деревня входила в состав Усадской волости Меленковского уезда, с 1926 года — в составе Муромского уезда. В 1859 году в деревне числилось 17 дворов, в 1905 году — 27 дворов, в 1926 году — 58 дворов.
С 1929 года деревня являлась центром Шохинского сельсовета Ляховского района, с 1940 года — в составе Урвановского сельсовета, с 1963 года — в составе Меленковского района, с 2005 года — в составе Ляховского сельского поселения.  

## Население
| 1859 | 1905 | 1926 | 2002 | 2010 | 2021 |
| ---- | ---- | ---- | ---- | ---- | ---- |
| 158  | ↗227 | ↗353 | ↘49  | ↘29  | ↘16  |